# Vas J. Jenő
Vas J. Jenő, 1904-ig Weil Jakab (Bella, 1881. szeptember 19. – Budapest, 1965. június 12.) gyermekgyógyász.

## Életpályája
Weil Lajos és Weil Pepi gyermekeként született. Tanulmányait a Budapesti Tudományegyetemen végezte, ahol 1905-ben orvosi oklevelet szerzett. Ezután a Stefánia Gyermekkórházhoz (később I. sz. Gyermekklinika) került, ahol 1952-ben történt nyugalomba vonulásáig működött, 1948-tól mint klinikai főorvos. Évtizedeken át volt a klinika járóbeteg-ellátásának vezető főorvosa. Orvostanhallgatók, gyermekgyógyász szakorvosok több generációját oktatta. Szakirodalmi munkásságot is kifejtett.
Felesége Gallai Erzsébet volt, akit 1915. szeptember 19-én Budapesten, a Ferencvárosban vett nőül.

## Művei
- Bizonyos endrokin mirigyek astheniájának szerepe a mongol idiotia pathogenesisében (Magyar Orvosi Archívum, 21, 1920)
- Veleszületett syphilis kapcsán fejlődött és visszamaradt teljes epiphyseolysis öt éves fiún (Orvosi Hetilap, 18, 1921)
- A struma-epidemiáról (Orvosi Hetilap, 22, 1922)
- Bőrjelenségek a gyermekkori hastyphusnál (Budapesti Orvosi Újság, 48, 1929)
- Adatok a hepatitis infectiosa epidemiológiájához (Budapesti Orvosi Újság, 49, 1931)